# Frente País Solidário
A Frente País Solidário (FREPASO) foi uma confederação de partidos políticos da Argentina constituída em 1994 pela Frente Grande, o partido PAIS, a Unidade Socialista integrada pelos partidos Socialista Popular e Socialista Democrático e o Partido Democrata Cristão, todos membros progressistas do Peronismo, que denunciaram a corrupção do governo de Carlos Menem. Dissolveu-se durante a crise política de 19 e 20 de dezembro de 2001.